# Vilhelm I av Flandern
Vilhelm I av Flandern, född 1102, död 1128, var regerande greve av Flandern från 1127 till 1128.